# Macacu-Caceribu (tiểu vùng)
Macacu-Caceribu là một tiểu vùng thuộc bang Rio de Janeiro, Brasil. Tiều vùng này có diện tích 1418 km², dân số năm 2007 là 98053 người.